# 충주 한씨
충주 한씨(忠州 漢氏)는 충청북도 충주시를 본관으로 하는 한국의 성씨이다. 시조는 미상이며, 곡산 한씨에서 분관했다고 한다.

## 참고 자료
- “충주한씨(忠州韓氏)”. 뿌리를 찾아서.[깨진 링크(과거 내용 찾기)]